# Расмус Геннінг
Расмус Геннінг (13 листопада 1975, Копенгаген, Данія) — данський тріатлоніст і тренер. Чемпіон Європи і віцечемпіон світу. Двічі на Олімпійських іграх входив до десятки найсильніших атлетів.

## Біографічні відомості
Тріатлоном почав займатися з 1998 року. 2001 року здобув срібло на чемпіонаті світу на довгій дистанції. 2004 року став чемпіоном Європи на олімпійській дистанції, а в 2009 — на довгій дистанції. На Олімпіаді в Афінах фінішував 7-м, а в Пекіні — 8-м. 2012 року завершив кар'єру професіонального тріатлоніста, останнім турніром став «Ironman Hawaii», де він посів 22 місце Працює тренером, мешкає у Фарумі.

## Статистика
Змагання на олімпійській і середній дистанціях:
| Дата            | Місце | Назва турніру           | Місто         | Час         | Примітки                       |
| --------------- | ----- | ----------------------- | ------------- | ----------- | ------------------------------ |
| 2004            | 1     | Holsten City Man        | Гамбург       | 01:47:41,5  |                                |
| 18 квітня 2004  | 1     | Чемпіонат Європи        | Валенсія      | 01:48:09    |                                |
| 3 липня 2004    | 2     | Кубок Європи            | Голтен        | 01:50:14    | Переможець Ерік ван дер Лінден |
| 26 серпня 2004  | 7     | Олімпійські ігри        | Афіни         | 01:52:37,32 |                                |
| 21 червня 2008  | 1     | Hy-Vee Triathlon        | Де-Мойн       | 01:54:21    |                                |
| 19 серпня 2008  | 8     | Олімпійські ігри        | Пекін         | 01:49:57,47 |                                |
| 27 березня 2010 | 3     | Ironman 70.3 California | Оушенсайд     | 04:02:07    |                                |
| 3 квітня 2011   | 2     | Ironman 70.3 California | Оушенсайд     | 03:56:11    | Переможець Енді Поттс          |
| 10 квітня 2011  | 2     | Ironman 70.3 Texas      | Галвестон     | 03:46:47    |                                |
| 1 травня 2011   | 1     | Challenge Fuerteventura | Фуертевентура |             |                                |
| 21 серпня 2011  | 1     | Ironman 70.3 Timberman  | Нью-Гемпшир   |             |                                |
| 14 квітня 2012  | 1     | Challenge Fuerteventura | Фуертевентура | 04:32:41    |                                |
| 8 липня 2012    | 2     | Ironman 70.3 Norway     | Гаугесунн     | 03:54:31    |                                |
| 29 липня 2012   | 1     | Ironman 70.3 Calgary    | Калгарі       |             |                                |

Змагання на довгих дистанціях:
| Дата              | Місце | Назва турніру                     | Місто       | Час      | Примітки                                   |
| ----------------- | ----- | --------------------------------- | ----------- | -------- | ------------------------------------------ |
| 5 серпня 2001     | 2     | Чемпіонат світу                   | Фредерісія  | 08:25:46 | Чемпіон Петер Сандванг.                    |
| 19 квітня 2009    | 1     | Ironman China                     | Jixian      | 08:53:20 |                                            |
| 8 серпня 2009     | 1     | Чемпіонат Європи                  | Прага       |          |                                            |
| 10 жовтня 2009    | 5     | Ironman Hawaii                    | Гаваї       | 08:28:17 | чемпіонат світу                            |
| 13 березня 2010   | 3     | Abu Dhabi International Triathlon | Абу-Дабі    | 06:36:07 | плавання 3 км, велосипед 200 км, біг 20 км |
| 18 липня 2010     | 1     | Challenge Roth                    | Рот         | 07:52:36 |                                            |
| 9 жовтня 2010     | 24    | Ironman Hawaii                    | Гаваї       | 08:41:18 |                                            |
| 21 листопада 2010 | 2     | Ironman Arizona                   | Темпі       | 08:10:58 |                                            |
| 19 травня 2012    | 7     | Ironman Texas                     | Зе-Вудлендс | 08:37:23 |                                            |
| 13 жовтня 2012    | 22    | Ironman Hawaii                    | Гаваї       | 08:53:39 |                                            |